# Maria van der Hoeven

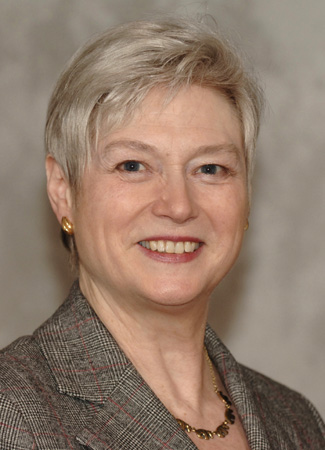
Maria van der Hoeven (2007)

Maria Josephina Arnoldina van der Hoeven (* 13. September 1949 in Meerssen) ist eine niederländische Politikerin (Christen-Democratisch Appèl). 

## Leben
Sie war vom 22. Juli 2002 bis zum 23. Februar 2007 Bildungsministerin ihres Landes im Kabinett Balkenende III und danach bis zum 14. Oktober 2010 Wirtschaftsministerin im Kabinett Balkenende IV. Von 2011 bis 2015 war  sie Chefin der Internationalen Energieagentur.
Maria van der Hoeven war zunächst als Lokalpolitikerin tätig. Von 1991 bis 2002 gehörte sie der Zweiten Kammer der Generalstaaten an. Für eine kontroverse Diskussion sorgte sie 2005 mit ihrem Vorstoß, neben der Evolutionstheorie auch Intelligent Design an öffentlichen Schulen zu lehren.
Vom 20. April 2016 bis 14. Oktober 2016 war sie Aufsichtsratsmitglied der RWE AG.